# Хевеши, Людвиг
Людвиг Хеве́ши (нем. Ludwig Hevesi, урожд. Лайош Лёви венг. Lövy Lajos или Людвиг Хирш нем. Ludwig Hirsch; 20 декабря 1843, Хевеш (город), Хевеш — 27 февраля 1910 или 17 февраля 1910, Вена) — австро-венгерский писатель и журналист.

## Биография
Людвиг (Лайош) Хевеши родился в семье еврейского врача Мора Лёви и его супруги Адели, в 1854—1862 годах учился в гимназии, затем в 1862—1865 годах изучал классическую филологию и медицину в Будапештском и Венском университетах, но не закончил образования, поскольку занялся журналистикой и литературным творчеством. В 1872 году взял себе псевдоним «Людвиг Хевеши» по названию родного города. Поначалу работал в будапештских изданиях и занимал должность главного фельетониста. В 1875 году переехал в Вену, где продолжал писать фельетоны. За свою жизнь Хевеши сотрудничал более чем с двумя десятками газет и журналов, выпускавшихся в Австро-Венгрии, и сам являлся учредителем молодёжной газеты. Хевеши специализировался на театральных рецензиях, прежде всего, к спектаклям Бургтеатра, а также на художественной критике и литературных эссе. Хевеши также опубликовал путеводители по Германии, Англии, Греции и Италии, сочинял юморески и прославился как крупный коллекционер утопических романов.
Людвиг Хевеши был признанным критиком австрийского искусства эпохи Франца Иосифа I. Своей публицистикой он активно поддерживал деятельность Венского сецессиона и способствовал его успеху. В противовес господствовавшему в австрийской живописи XIX века «макартовскому стилю» Хевеши защищал первых сецессионистов, пейзажиста Теодора фон Хёрмана и впоследствии, после раскола в сецессионе так называемую «группу Климта». Именно Хевеши в своём труде «Старое искусство — новое искусство» впервые использовал термин «новое искусство», которое утвердилось во французском как «ар-нуво», а в немецком — как «югендстиль». Ему же принадлежит авторство девиза сецессиона на входе в его венский Дом: «Каждому времени свое искусство, каждому искусству своя свобода».
Хевеши не создал семьи, в возрасте 66 лет он застрелился в собственной квартире во Внутреннем Городе на Вальфишгассе, 8. Обстоятельства его самоубийства, в частности, письмо, написанное в день смерти Игнацу Шницеру, свидетельствовало о том, что он принял это решение спонтанно. Людвиг Хевеши похоронен на Центральном кладбище Вены. Имя Людвига Хевеши носит переулок в венском районе Хитцинг.